# Strachotín
Strachotín (in tedesco Tracht) è un comune della Repubblica Ceca facente parte del distretto di Břeclav, in Moravia Meridionale.